# Scratch (banecykling)
 For alternative betydninger, se Scratch. (Se også artikler, som begynder med Scratch)
Scratch-løb er en cykelsportsdisciplin på bane, med flere deltagere, som alle starter fra samme punkt/ linje på banen.
Løbets normale distancer er for kvinder og mænd, henholdsvis 10- og 15 kilometer (der findes varierende distancer), som  bliver kørt uden pauser hvor deltagende ryttere forsøger at bryde ud fra feltet for på denne måde at tage ekstra omgange fra konkurrenterne.
Hvis en eller flere ryttere henter feltet med en eller flere omgange og beholder denne position indtil afslutningen, vil det placere dem foran rytterne der har kørt færre omgange.
Vinderen er den rytter som har taget flest omgange fra konkurrenterne og samtidig er først over målstregen.
Disciplinen har siden 2002 har været en del af UCI's program til 
verdensmesterskaberne i cykelløb.